# 途中 (黄美珍のアルバム)
『途中』（とちゅう、拼音: tú zhōng、トゥジョン、英語タイトル：On My Way） は、台湾の女性歌手、黄美珍（ジェーン・ホァン）のアルバム。2012年6月15日発行
。

## 概要
音楽ユニット“神木與瞳”で活動してきた黄美珍にとって、神木與瞳名義でリリースされた《守護者》以来2年ぶり、ソロ名義では初となるCDアルバムである。台湾ドラマ『愛上巧克力』で使用され、アルバムのタイトル名にもなっている「途中」や、韓国ドラマ『내 마음이 들리니（邦題:私の心が聞こえる?）』の中国語版『是否聽見我的心』のエンディングテーマ「只怕想家」など、全12曲が収録されている。

## 収録曲
| 曲目 | 曲名            | 作詞   | 作曲   | 編曲   | 備考                                       |
| ---- | --------------- | ------ | ------ | ------ | ------------------------------------------ |
| 1    | Run Run Run     | 陳珊妮 | 陳珊妮 | 徐千秀 |                                            |
| 2    | 我不哭          | 伍佰   | 伍佰   |        |                                            |
| 3    | 只怕想家        | 姚若龍 | 陳威全 |        | ドラマ『是否聽見我的心』エンディングテーマ |
| 4    | 途中            | 陳信延 | 李治逸 | 小王子 | ドラマ『愛上巧克力』エンディングテーマ     |
| 5    | 破壞的愛情      | 阿弟仔 | 阿弟仔 | 黄冠豪 |                                            |
| 6    | 公主病          | 李俊健 | 黄晟峰 |        |                                            |
| 7    | 夠好            | 陳珊妮 | 陳珊妮 |        | ドラマ『愛上巧克力』挿入歌                 |
| 8    | 要命            |        |        |        |                                            |
| 9    | 你不是説愛我    | 阿弟仔 | 阿弟仔 | 簡國貝 |                                            |
| 10   | 説謊 ! 那不是我 | 呉易緯 | 李治逸 |        |                                            |
| 11   | 樹風            | 伍佰   | 伍佰   |        |                                            |
| 12   | 結              | 伍佰   | 伍佰   |        | 伍佰とのデュエット曲                       |